# Plesiopterys
Plesiopterys – rodzaj plezjozaura. Żył w jurze na terenie dzisiejszych Niemiec.

## Historia
Skamieniałości nieznanego zwierzęcia znaleziono jeszcze w XIX wieku w Posidonienschiefer w okolicy Holzmaden w Niemczech. Kości spoczywały w skałach datowanych na toark pod koniec jury wczesnej.
Znalezione kości należały do zwierzęcia z grupy plezjozaurów. Wcześniej z Posidonienschiefer opisano już cztery rodzaje tych wodnych stworzeń, dość wczesnych przedstawicieli Plesiosauria. Nowe skamieniałości przedstawiały mieszankę cech pierwotnych i zaawansowanych ewolucyjnie. Ogólnie przypominały Eyrycleidus, jednak po dokładniejszym zbadaniu przedstawiały pewne różnice.

## Budowa
Był to niewielkich rozmiarów plezjozaur. Mierzył 2,2 m, z czego około 50 cm przypada na długość między panewką stawu ramiennego a panewką stawu biodrowego (glenoid-acetabulum). Wśród jego cech diagnostycznych wymieniano później niewielką czaszkę, mierzącą 14,8 cm, osiągającą 17% długości szyi, mierzącej 86,5 cm (dla porównania u Thalassiodracon 28%). Zwraca w niej uwagę kość skrzydłowa, która zachowała bruzdy tętnicy szyjnej wewnętrznej, których u innych plezjozaurów się nie stwierdza. Autapomorfią rodzaju jest też jej kwadratowy kołnierz, prosty i wąski, uwieńczony szerokim guzkiem, leżący grzbietowo od powierzchni kości podniebiennej. Kolejną stanowi processus cultriformis, wyrostek kości przyklinowej prawie sięgający brzegu anterior pterygoid vacuity, jeszcze jedną duże anterior interpterygoid vacuity o zaostronym brzegu przednim i zaokrąglonym brzegu tylnym. Cechą diagnostyczną jest też krótkie spojenie żuchwy, liczby zębów której nie udało się ustalić. Zachował się grzbiet brzuszny żuchwy, natomiast os spleniale w budowie spojenia nie uczestniczy. Czaszka jest osadzona na długiej szyi liczącej 39 kręgów.

## Systematyka
Znalezisko wspomniał w 2001 F. Robin O'Keefe w analizie kladystycznej plezjozaurów, jednak nie zaliczył go do odrębnego rodzaju. Uznany przez się poprzednio za przedstawiciela Eurycleidus okaz przeniósł do odrębnego rodzaju w kolejnego publikacji wydanej 3 lata później.
Nowy rodzaj otrzymał nazwę Plesiopterys. Pierwszy człon nazwy rodzajowej, Plesio, oznacza po grecku blisko, przy, stary. Wykorzystali go również kreatorzy nazwanego w 2021 taksonu Plesiopharos, podając jako źródłosłów greckie πλησίον [plēsíon] (bliski), zwracając jednak uwagę, że jest to nawiązanie do grupy plezjozaurów. Drugi człon nazwy, pterys, oznacza po grecku skrzydło. Autor odnosi go jednak nie do płetw zwierzęcia, ale do kości skrzydłowej, jednak z kości budujących mózgoczaszkę, którą uznaje, jak pisze, za ważną cechę tego taksonu. W obrębie rodzaju O'Keefe wyróżnił pojedynczy gatunek Plesiopterys wildi. Epitetem gatunkowym pragnął upamiętnić R. Wilda w uznaniu jego wkładu w paleontologię kręgowców mezozoicznych terenów dzisiejszych Niemiec' Holotyp skatalogowany został jako SMNS 16812 i pozostaje pod opieką Staatliches Museum fűr Naturkunde w Stuttgarcie.
Plesiopterys zalicza się plezjozaurów, taksonu wodnych zauropsydów, którym O'keefe przypisuje raz rangę podrzędu, raz infrarzędu. W obrębie plezjozaurów autor wyróżnia dwie nadrodziny: Plesiosauroidea i Pliosauroidea. Nowego rodzaju nie zalicza do żadnej z nich. Na przedstawionym w swej publikacji kladogramie autor umieszcza Plesiopterys jako grupę siostrzaną Plesiosauroidea.